# Орловский переулок (Москва)
Орло́вский переу́лок — улица в центре Москвы в Мещанском районе Центрального административного округа между Трифоновской и Самарской улицами.

## Происхождение названия
Переулок возник в XIX веке, однако этимология топонима не установлена. Возможна связь с названием «Орлово-Давыдовский переулок» (этот переулок находится в 500 м восточнее, за проспектом Мира).

## Примечательные здания и сооружения
По нечётной стороне:
- № 7 — Офисное здание (2003—2006, архитекторы А. Воронцов, Г. Орлов, А. Ачкасова и другие)[1].

По чётной стороне:
- № 2/61 — Старо-Екатерининская больница (1877—1881, архитектор А. А. Мейнгард; гинекологическое отделение, родильный приют, корпус для хронических больных, корпус для нервных больных — 1909, архитектор И. А. Герман), выявленный объект культурного наследия. С 1923 года — больница им. А. И. Бабухина. С 1943 года — Московский областной научно-исследовательский клинический институт имени Владимирского М. Ф. (МОНИКИ). Здесь работали врачи: Ф. П. Гааз, Н. П. Розанов, А. Я. Кожевников, В. Д. Шервинский, А. Н. Маклаков, И. Ф. Клейн и др[2]. Московский областной медицинский колледж (МОСОМК).

## Расположение

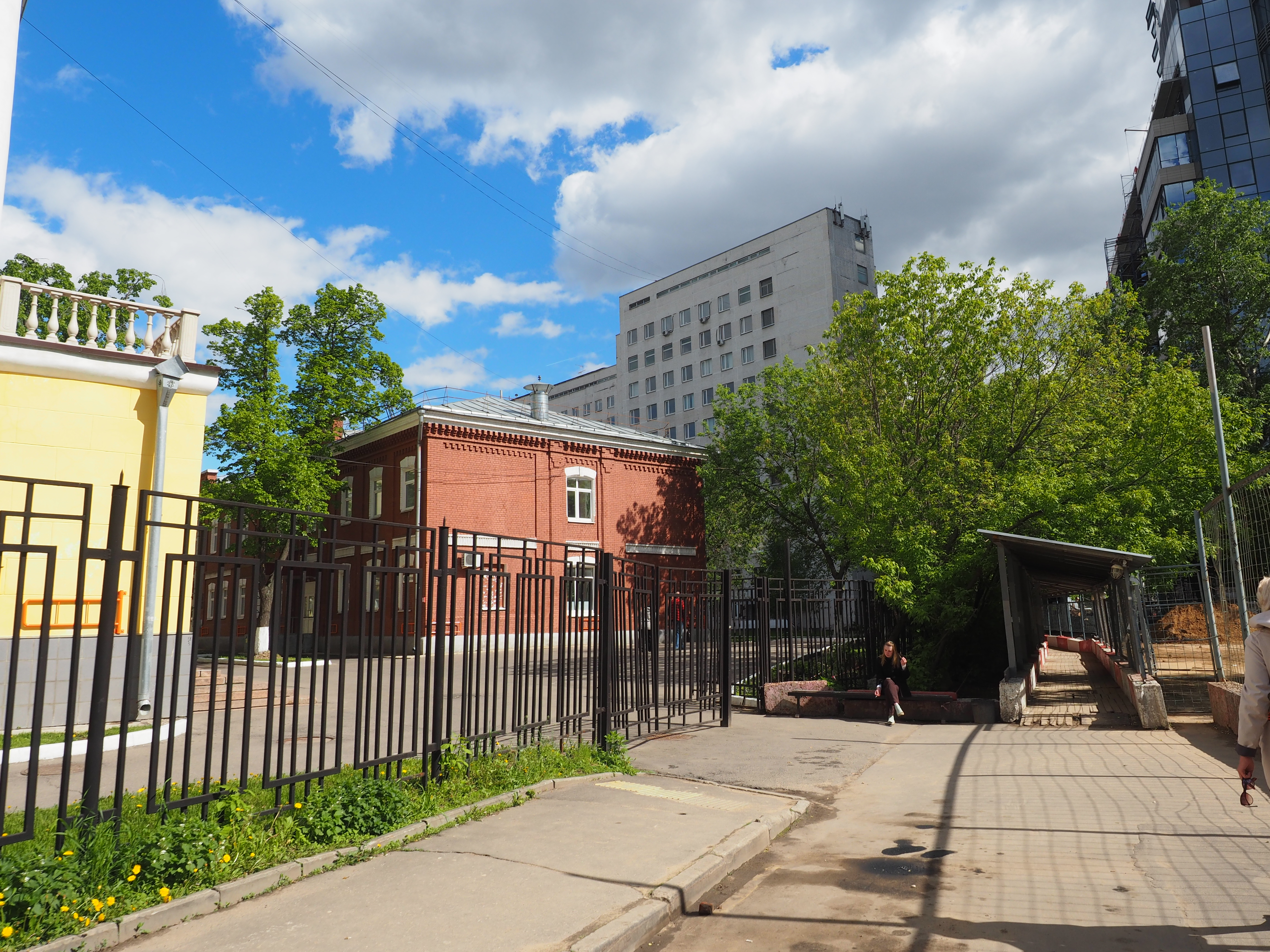
Перекрытый проезд в 2017 году

Переулок начинается от Трифоновской улицы, проходит на юго-восток, направо от него отходит Малая Екатерининская улица. Заканчивается на Самарской улице напротив бассейна спортивного комплекса «Олимпийский». Некоторое время сквозного проезда по переулку не было.

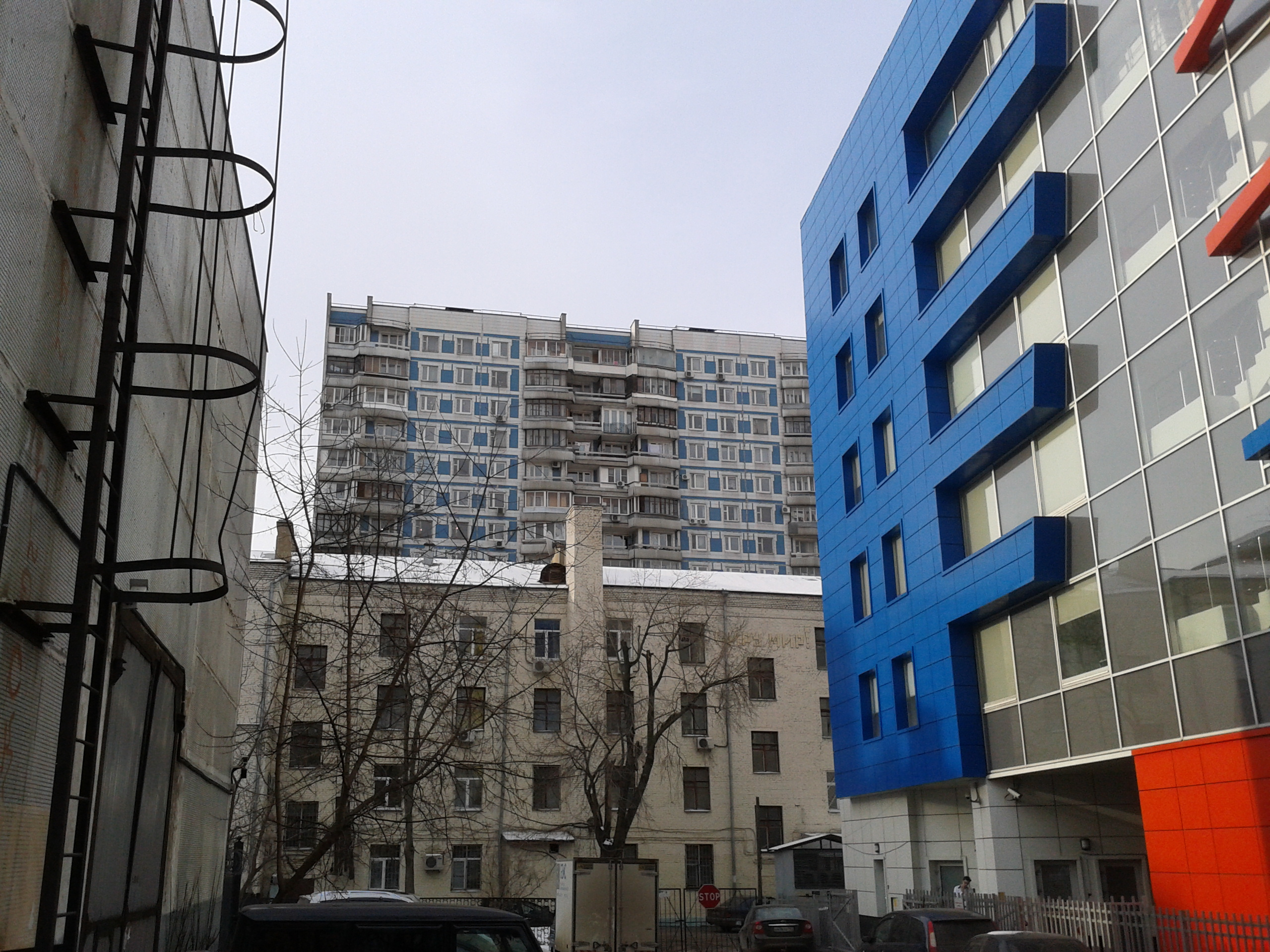
Орловский переулок между домами 3 и 7